# Jakub Menšík
Jakub Menšík (Prostějov, 1 september 2005) is een professioneel tennisser uit Tsjechië. Hij kwam in 2024 uit op de Olympische Zomerspelen in Parijs. Hij won zijn eerste ATP-titel op het ATP-toernooi van Miami in maart 2025: in de finale versloeg hij de Serviër Novak Đoković in twee tiebreak-sets.

## Resultaten grandslamtoernooien
| Legenda | Legenda                          |
| ------- | -------------------------------- |
| g.t.    | geen toernooi gehouden           |
| l.c.    | lagere categorie                 |
| –       | niet deelgenomen                 |
| G       | uitgeschakeld in de groepsfase   |
| 1R      | uitgeschakeld in de eerste ronde |
| 2R      | uitgeschakeld in de tweede ronde |
| 3R      | uitgeschakeld in de derde ronde  |
| 4R      | uitgeschakeld in de vierde ronde |
| KF      | uitgeschakeld in de kwartfinale  |
| HF      | uitgeschakeld in de halve finale |
| F       | de finale verloren               |
| W       | het toernooi gewonnen            |
| w-v     | winst/verlies-balans             |

### Enkelspel
| toernooi        | 2023 | 2024 | 2025 |
| --------------- | ---- | ---- | ---- |
| Australian Open | –    | 2R   | 3R   |
| Roland Garros   | –    | –    |      |
| Wimbledon       | –    | 1R   |      |
| US Open         | 3R   | 3R   |      |